# Juan Montalvo
Juan Montalvo (Ambato, Equador, 1832 – París 1889), escriptor equatorià, considerat un dels millors assagistes americans en castellà del segle xix.
Montalvo fou educat a França i a Itàlia i retornà a l'Equador el 1860, on inicià la seva lluita contra el govern de Gabriel García Moreno. Creà la revista El Cosmopolita on defenia la llibertat religiosa i política. El 1870 s'exilà a França i després a Colòmbia, des d'on influïa a la política equatoriana amb els seus escrits, com La dictadura perpetua on criticava a García Moreno.
Posteriorment, amb el govern d'Antonio Borrero, intentà infructuosament que el president convoqués una assemblea constituent per redactar una nova constitució. El 1876 creà el diari El Regenerador. Amb l'accés al poder del dictador Ignacio de Veintemilla Montalvo tornà als seus escrits més combatius, els millors de la seva producció, com Las Catilinarias (1880), els Siete Tratados (1882) i La Mercurial Eclesiástica (1884). A Las Catilinarias desqualifica violentament a Veintemilla i anima al poble a revoltar-se.
Montalvo és un dels assagistes més brillants americans del segle xix. S'inscriu en els corrents anticlericals i romàntics de l'època i destaca pel domini de la llengua castellana i per l'hàbil ús de la sàtira literària.